# Martin Konečný (fotbalista)
Martin Konečný (* 25. prosince 1972) je bývalý slovenský fotbalista, obránce.

## Fotbalová kariéra
Hrál za Ozetu Duklu Trenčín, Spartak Trnava, SK Dynamo České Budějovice, MŠK Žilina a DAC Dunajská Streda. V evropských pohárech nastoupil v 6 utkáních. V české nejvyšší soutěži nastoupil ve 28 utkáních.